# Pedro Manuel Jiménez de Urrea
Pedro Manuel Jiménez de Urrea (Saragozza, 1486 – 1535) è stato uno scrittore e poeta spagnolo.

## Biografia
Fu autore di un Cancionero (1513), di Penitencia de amor (1514) e di Peregrinacíon a Jerusalén, Roma e Santiago (1514).